# Deutzia silvestrii
Deutzia silvestrii là một loài thực vật có hoa trong họ Tú cầu. Loài này được Pamp. mô tả khoa học đầu tiên năm 1910.